# المعتدلون (الدنمارك)
المعتدلون هو حزب سياسي دنماركي ليبرالي أسسه رئيس الوزراء السابق لارس لوك راسموسن. أُعلن الاسم في خطاب دستوري في 5 يونيو 2021. وفي الوقت نفسه قال إن السيناريو الرئيسي له هو تشكيل الحزب بعد الانتخابات المحلية لعام 2021.
وفقًا لارس لوك راسموسن يجب أن يكون الحزب حزبًا وسطيًا لديه الطموح لإحداث «تقدم وتغيير في مفترق طرق بين كتلة زرقاء تعذبها سياسات القيم والكتلة الحمراء العالقة في النظرة السابقة للفرد والعقل».
بدأ الحزب في جمع إعلانات التصويت في يونيو 2021. في 15 سبتمبر 2021 أعلن لارس لوك راسموسن أنهم تلقوا 20.182 توقيعًا مطلوبًا ليكونوا مؤهلين لخوض الانتخابات العامة الدنماركية المقبلة.